# Assedio di Venlo (1637)
L'assedio di Venlo del 1637, detto anche secondo assedio di Venlo, fu un assedio alla città di Venlo (attuali Paesi Bassi) dal 20 al 25 agosto 1637, nell'ambito della guerra degli ottant'anni. Il cardinale-infante Ferdinando d'Asburgo, governatore dei Paesi Bassi spagnoli, riprese la città di Venlo dalle forze delle Province Unite che l'avevano conquistata nel 1632 durante l'offensiva capeggiata da Federico Enrico d'Orange contro la città di Maastricht. La cattura di Venlo e Roermond, che si arrese agli spagnoli una settimana dopo, effettivamente tagliò i collegamenti tra Maastricht e la repubblica olandese, impedendo futuri attacchi ai Paesi Bassi spagnoli da est. A sud, gli spagnoli persero però le città di La Capelle, Landrecies e Damvillers a favore dei francesi.

## Antefatto
Dopo aver preso la fortezza olandese di Schenk nell'aprile del 1636, la Spagna adottò una strategia difensiva sul fronte olandese per la presenza delle Province Unite e della Francia in contemporanea nel conflitto. Nei primi mesi del 1636, il conte-duca di Olivares insistette affinché il cardinale-infante si concentrasse nella guerra nel Basso Reno e nel Brabante settentrionale anziché nell'offensiva contro la Francia. Alla fine di maggio, ad ogni modo, l'offensiva venne sospesa ed iniziò un'operazione secondaria contro la Francia. L'invasione riuscì a catturare un gran numero di fortezze e persino a minacciare Parigi, ma Ferdinando considerò che giungere alla capitale francese avrebbe voluto dire porre le proprie truppe in un rischio eccessivo. Per la campagna militare del 1637, l'Olivares aveva pianificato di riprendere l'offensiva contro la Francia, e pertanto Ferdinando riprese le operazioni al confine francese.
A luglio lo stadtholder Federico Enrico d'Orange raggruppò le proprie truppe e marciò nel Brabante settentrionale al comando di un'armata di 18 000 uomini determinato ad assediare Breda. Il 21 luglio 1637 alcuni cavalieri olandesi al comando di Enrico Casimiro di Nassau-Dietz tentarono di cogliere di sorpresa la guarnigione di Breda, ma i cancelli vennero chiusi in tempo e gli olandesi vennero respinti. Il 23 luglio gli olandesi conquistarono diversi villaggi attorno alla città ed iniziarono a scavare una doppia linea di trincee attorno all'abitato per un totale di 34 km lineari, inondando parte dell'area grazie a dighe realizzate sui fiumi vicini. Il cardinale-infante, che si era recato a Breda coi suoi uomini, non trovò modo di prestare assistenza alla città e decise di aprire un'offensiva diretta contro gli olandesi nella valle del Maas.

## L'assedio

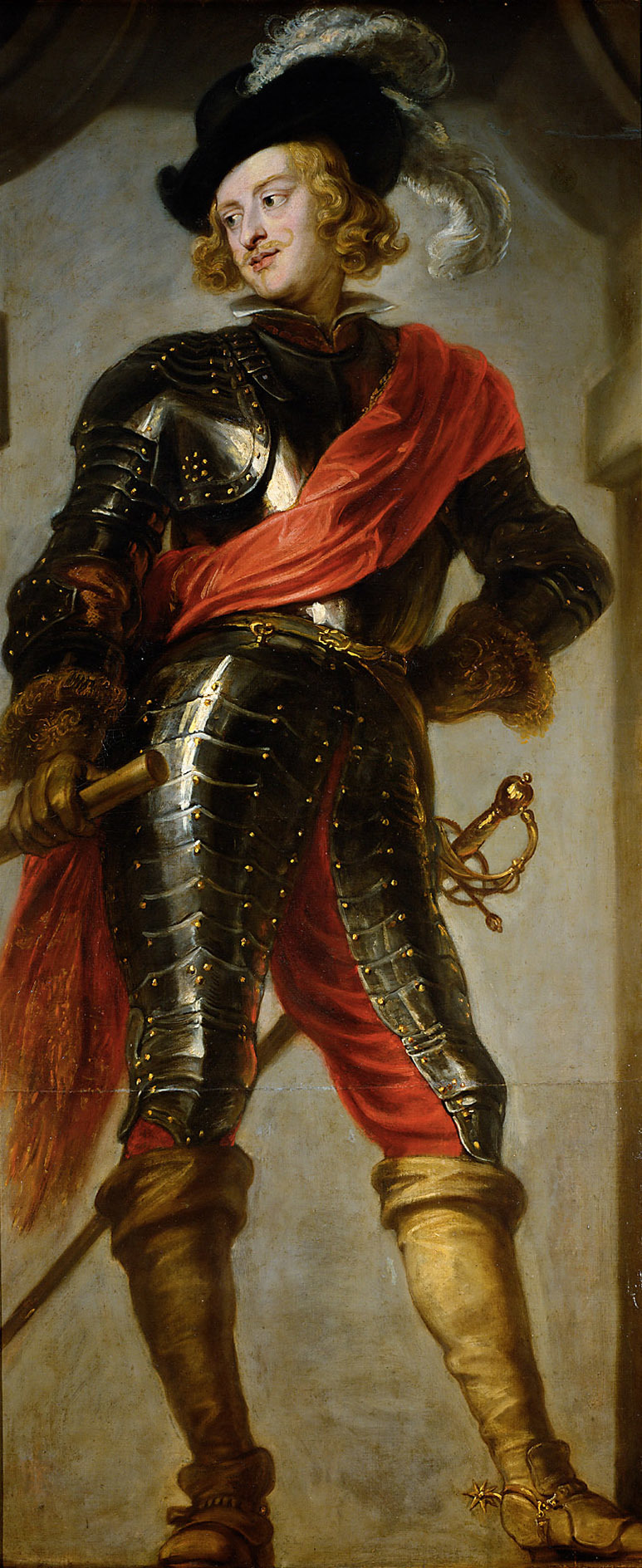
il cardinale-infante Ferdinando, in un dipinto di Jan van den Hoecke

Ferdinando abbandonò Goirle e Tilburg e marciò col suo esercito verso Hilvarenbeek, dove le sue truppe attraversarono il fiume Dommel su un ponte di barche collocato alla distanza di una lega da Den Bosch, accampandosi poi tra Helmond, Neerwert, Heutsingben e Rogelen. Ordinò quindi al marchese Sigismondo Sfondrati di attraversare la Mosa con un ponte di barche a Gennep con alcune compagnie e di dirigersi a Venlo, dove questi giunse il giorno successivo. La guarnigione locale, ad ogni modo, era già stata avvisata per tempo; Ferdinando decise tuttavia di investire l'abitato, fiducioso nel compito affidato al marchese Sfondrati. Il governatore di Venlo era Nicolaas van Brederode, figlio illegittimo della nobile famiglia olandese dei van Brederode che aveva a propria disposizione quindici compagnie di fanteria e alcune truppe di cavalleria per un totale di 1 000-1 200 uomini.
Van Brederode giudicò di non avere truppe sufficienti per difendere la città e pertanto ordinò alle sue truppe di rimanere di guardia ai cancelli della città ed assegnò la difesa della città interna ai cittadini. Il cardinale-infante giunse al campo il giorno dopo e divise la sua armata in quattro gruppi. Uno venne posto sotto il comando del conte Giovanni VIII di Nassau-Siegen e del conte di Rietberg con altre truppe imperiali, un altro marciò da nord guidato dal conte di Ribecourt, composto da due reggimenti e dalle truppe provenienti da Fratras, Geldre, Gennep e Brion. Il colonnello Roveroy, oltre alle sue truppe, disponeva di reggimenti provenienti da Faramont e da Lodrons, e si posizionò a sud della città, mentre il conte di Feria fece lo stesso ad est coi tercios spagnoli del marchese di Velada, col vecchio tercio del conte di Fuenclara e la corte del cardinale-infante.
Quando il campo era pronto, iniziò l'escavazione delle trincee. Nel contempo vennero tentati degli avvicinamenti e vennero piazzati cinque cannoni che iniziarono a bombardare incessantemente il paese. In un primo momento la guarnigione di Venlo e i cittadini risposero a questo fuoco con la loro artiglieria, ma quando gli spagnoli avanzarono e incendiarono la città con le loro granate, i cittadini si ribellarono a Van Brederode e lo convocarono al municipio locale per chiedere la cessazione delle ostilità. Van Brederode decise quindi di inviare un tamburino di nome Corneille Poorter a negoziare la resa col cardinale-infante mentre la popolazione si era già portata a implorare gli spagnoli della resa.

## Conseguenze
Il cardinale-infante, sorpreso della facile vittoria ottenuta, lasciò alcune truppe a Venlo e continuò la sua offensiva. Una settimana dopo la sua cavalleria investì rapidamente la città di Roermond, difesa dal colonnello Carpentier, facendo arrendere la guarnigione intera dopo un altro pesante bombardamento. 1 100 soldati olandesi e due compagnie di fanteria vennero lasciate in città e poi convogliate a Grave. Ferdinando considerò quindi di assediare Grave, Nimega e persino Maastricht, ma venne consigliato dai suoi comandanti e infine decise di cessare l'offensiva, allarmato da una possibile invasione dei francesi da sud. La presa di Venlo e Roermond, ad ogni modo, venne bene accolta dalla popolazione dei Paesi Bassi spagnoli e permise a Ferdinando di isolare Maastricht dal resto delle Province Unite. Federico Enrico si rifiutò ad ogni modo di togliere l'assedio alla città di Breda malgrado i pesanti colpi ricevuti e la città infine si arrese agli olandesi l'11 ottobre successivo. La perdita di Breda fu un colpo notevole al prestigio di Filippo IV di Spagna in quanto essa rappresentava il simbolo del potere spagnolo in Europa.